# Le Dernier Loup
Pour plus de détails, voir Fiche technique et Distribution.
Le Dernier Loup (láng túténg) est un film d'aventure franco-chinois réalisé par Jean-Jacques Annaud et coécrit avec John Collee, sorti en 2015.
Il s'agit d'une adaptation du roman Le Totem du loup de Jiang Rong.

## Synopsis
En 1967, pendant la Révolution culturelle, deux étudiants, Yankee et Chen Zhen, sont envoyés dans un village de Mongolie intérieure avec un responsable. Ils sont accueillis par le chef du village, Abba, qui leur explique qu'ils sont là pour aider à l'éducation des tribus de bergers et leur montre leur logement ainsi qu'un bâton pour se protéger des moustiques. Les bergers gardent des troupeaux de chevaux et de moutons.
Un jour, Chen Zhen est entouré de loups alors qu'il est sur son cheval. Il parvient à les éloigner en utilisant ses étriers. Avec le responsable, ils observent les loups et découvrent des cadavres de gazelles gelées près d'un lac, ce qui indique que les loups pourraient attaquer les troupeaux. Les Mongols récupèrent les cadavres de gazelles devant les loups pour les protéger. Chen Zhen exprime son désir de capturer un louveteau pour l'étudier. 
Chen Zhen et Yankee trouvent un nid de louveteaux et un berger tue trois d'entre eux. Chen Zhen parvient à apprivoiser le dernier louveteau, qui est d'abord mis avec des chiots et nourri par leur mère.
Une tempête survient et les loups attaquent le troupeau de chevaux. Les bergers se battent contre eux, mais le lendemain, ils constatent la mort de nombreux chevaux et d'un jeune berger. Un chef paysan, furieux, menace de faire un rapport et de condamner les bergers. Le jeune berger est enterré dans la steppe. Sa femme, Yenna, est désemparée. Le chef paysan constate que le loup apprivoisé par Chen Zhen ne devrait pas rejoindre la meute des loups car il n'en fait pas partie.
Chen Zhen et le chef décident de déplacer le campement près du lac pour l'été. Lors d'une dispute entre les deux amis étudiants au sujet du louveteau, Chen Zhen éduque le jeune loup malgré la saison sèche et les moustiques. Les loups affamés attaquent les troupeaux. Chen Zhen est mordu par le loup qu'il éduque et Yenna le soigne avec des plantes. Chen Zhen tombe amoureux de Yenna, mais elle lui révèle qu'elle est promise au fils du chef venu de l'est.
Un jour, Chen Zhen demande au fils de Yenna de surveiller le louveteau. Les autres enfants veulent voir le loup et l'enfant est attaqué, nécessitant une opération. Yenna s'irrite contre Chen Zhen, qui part chercher de la pénicilline. Les bergers entendent les loups attaquer les moutons et Abba est gravement blessé. Les paysans accusent Chen Zhen, estimant que le nouveau loup est responsable des attaques. Le chef et Chen Zhen partent avec des fermiers en 4x4 pour exterminer les loups dans les plaines et les plateaux et réussissent dans leur mission.
Yenna libère le louveteau et Abba meurt, son corps étant enterré dans la steppe. Chen Zhen aperçoit son loup au loin et le voit s'enfuir. Dans le ciel, un nuage en forme de loup est visible. De retour en ville, Chen Zhen écrit un livre sur son expérience, qui devient un best-seller en Chine.

## Fiche technique
- Titre original : chinois : 狼图腾 ; pinyin : láng túténg
- Titre anglophone : Wolf Totem
- Titre français : Le Dernier Loup
- Réalisation : Jean-Jacques Annaud
- Scénario : Jean-Jacques Annaud et John Collee, d'après Le Totem du loup de Jiang Rong
- Montage : Reynald Bertrand
- Musique : James Horner
- Photographie : Jean-Marie Dreujou
- Production : Xavier Castano et William Kong
- Sociétés de production : China Film Group Corporation, Edko Films et Reperage
- Société de distribution :  Mars Films
- Pays d’origine :  Chine,  France
- Budget : 38 000 000 dollars[1]
- Langue originale : chinois mandarin et quelques brefs passages en mongol.
- Format : couleur - Ratio : 2,39:1 2D et 3D. (exploité également en Imax).
- Genre : aventures, historique
- Durée : 115 minutes
- Dates de sortie[2] :
  -  Chine : 19 février 2015
  -  Belgique : 22 février 2015 (Festival international du film de Mons)
  -  France : 25 février 2015

## Distribution
- Feng Shaofeng (William Feng) (VF : Hervé Rey) : Chen Zhen
- Shawn Dou (VF : Samuel Cahu) : Yang Ke, le condisciple de Chen Zhen
- Ankhnyam Ragchaa (VF : Elisabeth Ventura) : Gasma, la belle-fille de Bilig
- Yin Zhusheng (VF : Anatole de Bodinat) : Bao Shunghi, l'officiel
- Basen Zhabu (VF : Achille Orsoni) : Bilig, le chef de la tribu
- Baoyingexige (VF : Loïc Houdré) : Batu, le fils de Bilig

 Source et légende : version française (VF) sur RS Doublage et selon le carton de doublage du film.

## Production

### Genèse et développement
L'histoire s'inspire du Totem du Loup (2004), roman de Jiang Rong, longtemps décrié par les autorités chinoises, avant qu'elles n'invitent le metteur en scène, indésirable en Chine pendant une dizaine d'années pour son film Sept Ans au Tibet (1997), à en réaliser une adaptation.

### Tournage
Le film nécessita une élaboration sur près de 7 ans, entre la préparation et le tournage. Les loups furent élevés pendant 3 ans dès leur plus jeune âge afin d'être au plus près de l'homme et ainsi s'immiscer au mieux au cœur du tournage. En raison de différents risques, tels que les conditions météorologiques de nuit et les contacts rapprochés entre différentes espèces, Jean-Jacques Annaud utilisa des effets spéciaux pour la scène la plus difficile à tourner. Les loups furent entraînés par Andrew Simpson, qui fournit aussi les loups pour le film Loup de Nicolas Vanier (voir le documentaire Wolfes unleashed par Andrew Simpson).

### Promotion
L'avant-première française eut lieu le 20 février 2015 à Strasbourg en présence du réalisateur.

## Distinctions
- Coq d'or du meilleur film 2015 de l’Association du cinéma chinois.